# Lang Grachtje en Klein Grachtje
Het Lang Grachtje en het Klein Grachtje (Maastrichts: Laank en Klei(n) Gresje) zijn twee in elkaars verlengde liggende straten, alsmede twee delen van de stadsmuur in het centrum van de Nederlandse stad Maastricht. De straten lijken qua geschiedenis en uiterlijke kenmerken sterk op elkaar. De muurrestanten aan de zuidzijde van beide straten waren ooit onderdeel van de eerste stadsmuur van Maastricht, gebouwd in het tweede kwart van de dertiende eeuw, maar in de loop der eeuwen vele malen hersteld. De twee straten in het Jekerkwartier tellen zeven rijksmonumenten, die allemaal onderdeel zijn van de eerste stadsmuur.

## Geschiedenis

### Bouw eerste middeleeuwse stadsmuur
Over het precieze bouwjaar van de oudste middeleeuwse stadsmuur van Maastricht is geen duidelijkheid. In 1229 gaf de hertog van Brabant toestemming om een stenen muur om de stad te bouwen. Eerder, mogelijk omstreeks 1180, was er al een aarden wal opgeworpen met daarop palissaden, maar deze was door de bisschop van Luik, medeheer van het tweeherige Maastricht, verwoest tijdens het Beleg van Maastricht (1204). Waarschijnlijk werd in 1229 begonnen met de bouw van stenen stadspoorten en waltorens, mogelijk aanvankelijk nog met elkaar verbonden door aarden wallen die in de loop van de dertiende eeuw versteend werden. Aangenomen wordt dat de muur omstreeks 1250 voltooid was. De muur bestond grotendeels uit kolenzandsteen, strekte zich uit over een lengte van ongeveer 2,4 kilometer, was gemiddeld 5,5 meter hoog en had in totaal dertien stadspoorten en twee waterpoorten. Van de grotere poorten is alleen de Helpoort overgebleven, op minder dan 200 m afstand van het Lang Grachtje.
De stadsmuren aan de 'Grachtjes' waren onderdeel van de zuidelijke stadsmuur van de eerste stadsomsluiting, die zich uitstrekte tussen de Lenculenpoort in het westen en de Jekertoren in het oosten. Deze muur, waarvan grote delen bewaard zijn, werd waarschijnlijk in het tweede kwart van de dertiende eeuw opgetrokken boven op een bestaande aarden wal, die mogelijk uit de late twaalfde eeuw dateerde. De aarden wal is in later eeuwen grotendeels afgegraven. In de zuidmuur bevonden zich drie stadspoorten (de Lenculenpoort niet meegerekend), van west naar oost: de Looierspoort, de Minderbroederspoort en de Helpoort. De Looierspoort lag tussen het Klein Grachtje en Lang Grachtje in, ter plaatse van de huidige straat Achter de Molens. De Minderbroederspoort (of Sint-Pieterspoort) lag aan het oosteinde van het Lang Grachtje aan het toenmalige einde van de Sint Pieterstraat, en grensde aan het in de dertiende eeuw gestichte Oude Minderbroedersklooster. Bewaard gebleven delen van de zuidmuur bevinden zich onder andere tussen de Looiersgracht en de Verwerhoek (met een waterpoort bij de Jeker), aan het Klein en Lang Grachtje, een restant fundamenten in de eerste kloosterhof van het Minderbroedersklooster (nu Historisch Centrum Limburg), en deels herbouwde muurdelen aan weerszijden van de Helpoort.
De stadsmuur ten westen van de Looierspoort stond al in 1741 bekend als het Klein Grachtje ("Cleen Gragtje"). Mogelijk zijn de benamingen Lang en Klein Grachtje ouder. Merkwaardig is dat deze twee 'grachten' zich aan de binnenzijde (of stadszijde) van de stadsmuur bevinden. Sterker nog: langs de muur die in het verlengde van het Klein Grachtje ligt, loopt een Jekertak aan de stadszijde. Normaal gesproken ligt een gracht aan de buitenzijde (of veldzijde) van de muur. De Maastrichtse vestingdeskundige Louis Morreau opperde dat de huidige straten hun naam ontlenen aan een verdwenen gracht behorende bij een vroegere, meer noordwaarts gelegen stadswal. De archeoloog Ron Hulst meende dat zowel aan de veldzijde als aan de stadszijde van de muur aan het Lang en Klein Grachtje een waterloop aanwezig was. Een recentere verklaring is dat het woord gracht hier de betekenis van graft (of wal) heeft, dus niet een uitgraving aan de veldzijde van de muur, maar een ophoging, waarop de muur gebouwd is. Naast het Lang Grachtje en het Klein Grachtje heeft Maastricht een Grote Gracht en een Kleine Gracht, die echter wél aan de veldzijde van de eerste stadsmuur gelegen zijn.

### Lang en Klein Grachtje als tweede verdedigingsmuur
Na de ingebruikname van de tweede stadsomsluiting in 1380 fungeerde de eerste muur als reserveverdedigingslinie. Ook al was hun belang afgenomen, men bleef de oude stadsmuren zeker tot de zeventiende eeuw onderhouden. Zo werden rond 1500 de kantelen op de muren vervangen door bakstenen borstweringen. De borstwering was toegankelijk via de poorten en torens. In de middeleeuwen mochten de bogen van de oude stadsmuur in vredestijd gebruikt worden als bergplaats. Ook werd er handel onder gedreven, bijvoorbeeld de verkoop van kalk.
Na 1380 bleef ook de Looierspoort, die de verbinding vormde tussen het Klein Grachtje en het Lang Grachtje, gewoon bestaan. Op de plattegrond van Maastricht in de Atlas van Blaeu uit 1652 is de poort ingetekend als een typisch middeleeuwse stadspoort met twee ronde torens. Op de kaart van de Franse vestingingenieur Jean-Baptiste Larcher d'Aubencourt, die de basis vormde voor de Franse maquette van Maastricht uit circa 1752, is de poort nog herkenbaar aanwezig. De flankerende muurdelen aan de Grachtjes zijn hier opgedeeld in percelen. Het perceel direct ten oosten van de Looierspoort ontbreekt. Dit muurdeel was in 1743 afgebroken, omdat de bewoner van het huis dat tegen de muur was gebouwd, last had van regenwater dat van de overhellende muur afdroop. In 1772 viel de Looierspoort onder de slopershamer. De Minderbroederspoort, aan de oostzijde van het Lang Grachtje, was al in 1734 of eerder gesloopt.
In de eerste helft van de zestiende eeuw werd meermaals toestemming verleend om de muurbogen af te sluiten en te bewonen. Op de plattegrond van Larcher d'Aubencourt en op de kadasterkaart van 1823-1830 (zie hieronder) is te zien dat de hele muur aan de stadszijde aan het oog onttrokken was door muurhuizen, met uitzondering van de muurtoren aan het Lang Grachtje. Vermoedelijk waren de meeste huisjes aanzienlijk dieper dan de diepte van de spaarbogen (ca. 1,5 m). Op oude foto's en op de Maquette Maastricht 1867 is te zien dat meerdere muurhuizen aan het Lang Grachtje witgekalkt waren. De muurwoningen aan het Lang en Klein Grachtje hebben tot begin twintigste eeuw bestaan.

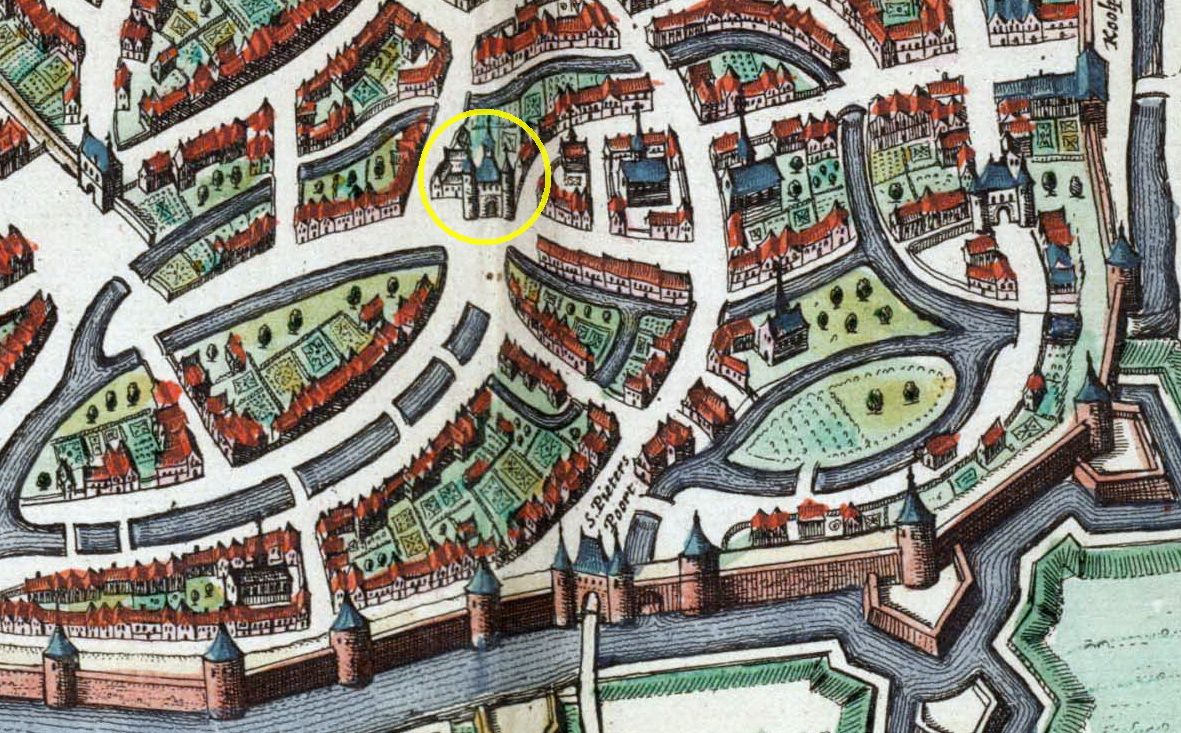
Looierspoort met (onduidelijk) grachtjes, 1652
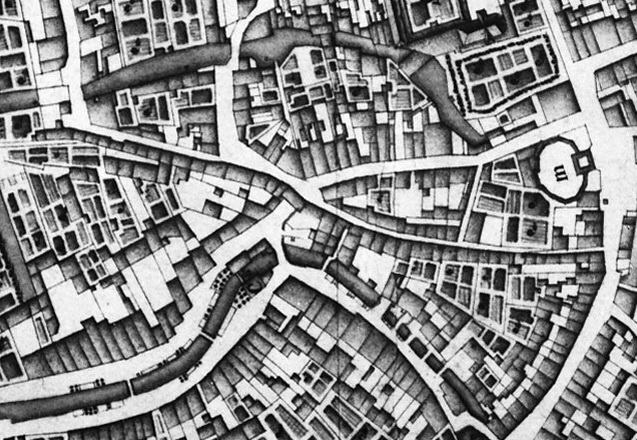
Klein Grachtje, Looierspoort en Lang Grachtje, ca. 1749
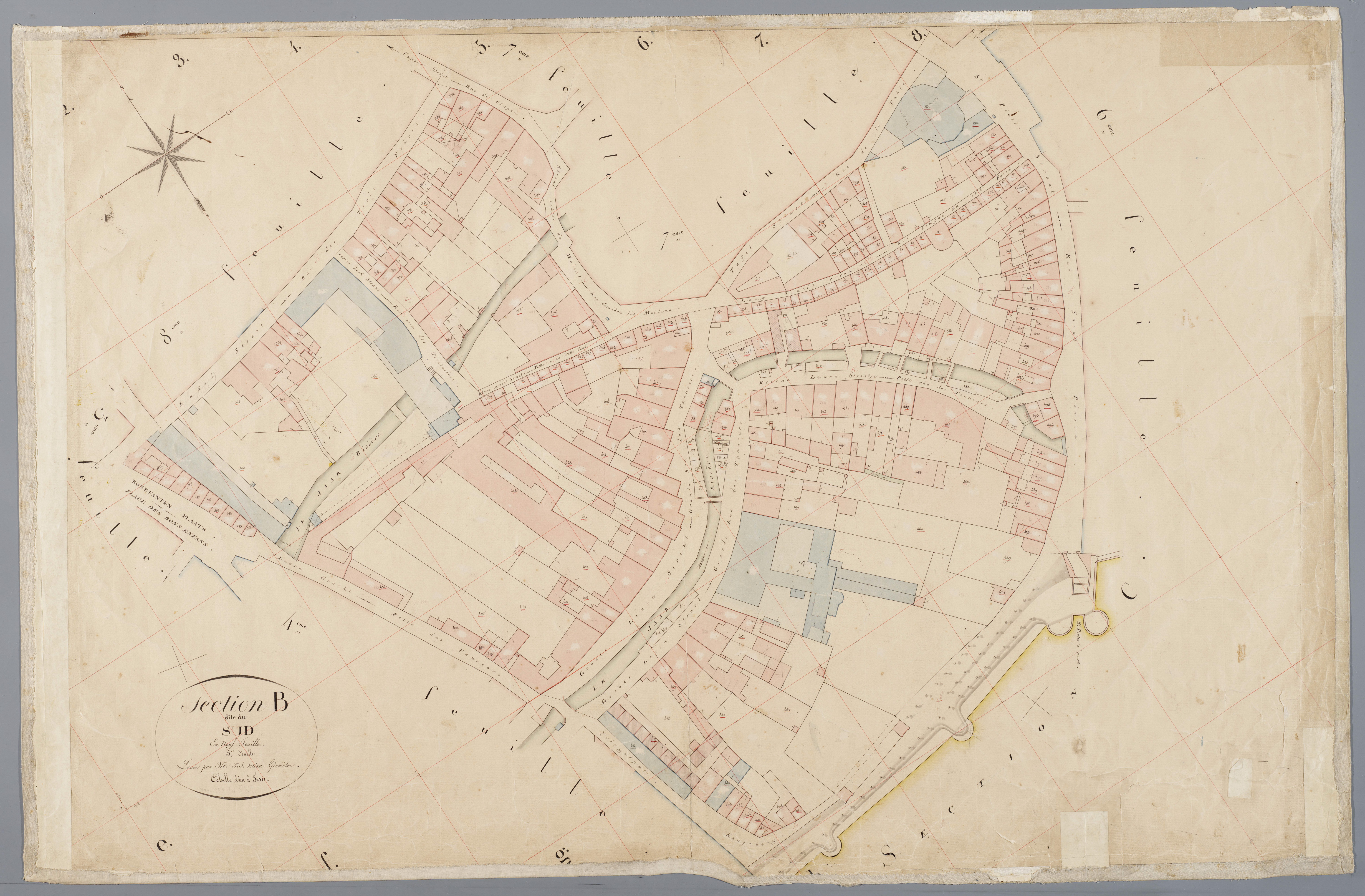
Kadasterkaart met Klein en Lang Grachtje, 1823-1830
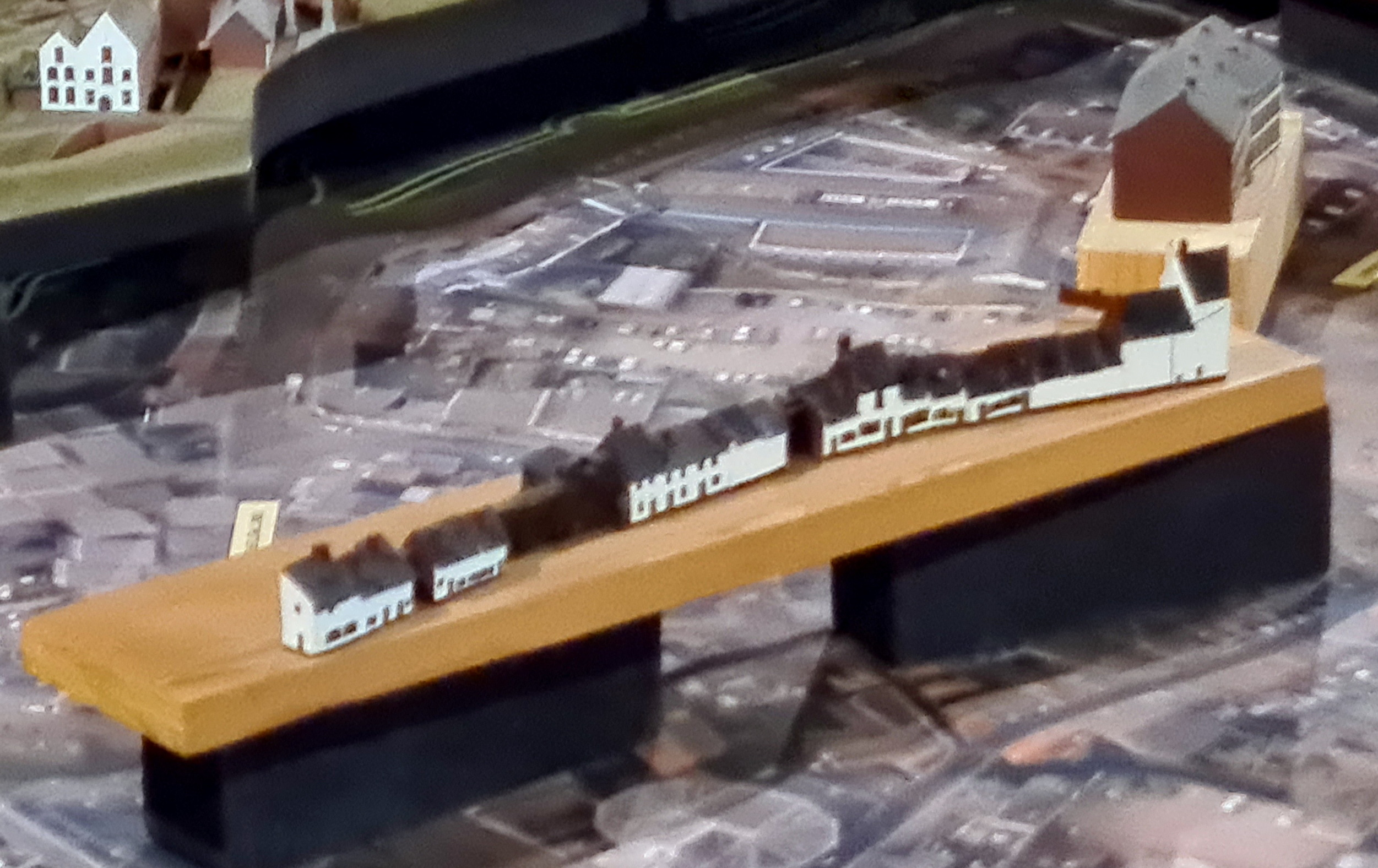
Muurhuizen Lang Grachtje op de Maquette Maastricht 1867

### Ontmanteling vesting en behoud Grachtjes

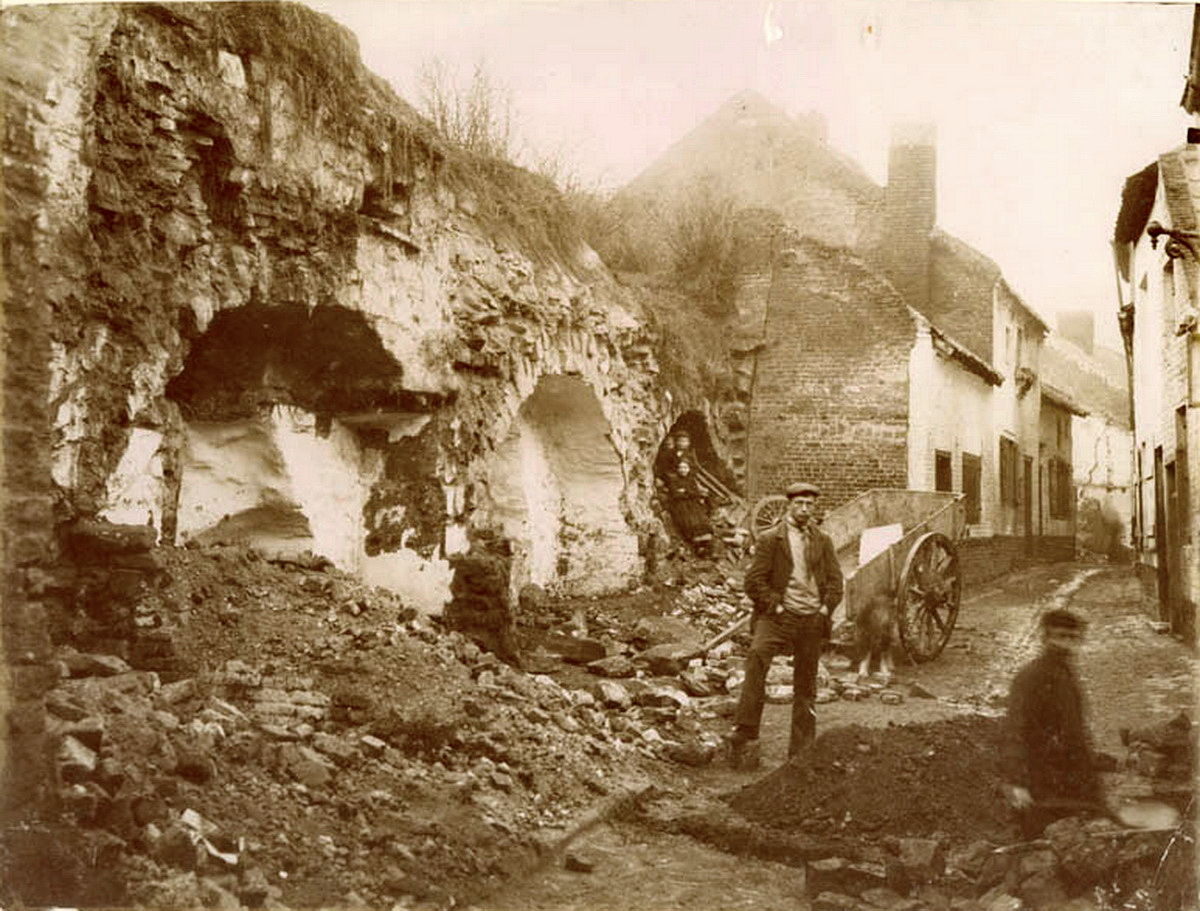
Afbraak van muurhuizen aan het Lang Grachtje, ca. 1903-1908

Op 29 mei 1867 ondertekende koning Willem III der Nederlanden het besluit tot opheffing van de vestingstatus van Maastricht en enkele andere vestingplaatsen. In de jaren daarna werd de vesting Maastricht in opdracht van het Ministerie van Oorlog ontmanteld, waarna de gronden werden overgedragen aan de Dienst der Registratie en Domeinen voor verdere sloop en herbestemming. De overgebleven stadspoorten, die onder de zeggenschap van het gemeentebestuur vielen, werden tussen 1867 en 1870 als eerste gesloopt. De afbraak van de stadsmuren ging nog door tot de jaren 1930. Door toedoen van Victor de Stuers en anderen bleven hier en daar delen van de eerste en tweede stadsomsluiting gespaard, zoals de Helpoort en omgeving. In 1881 werd de Helpoort met aansluitende muurdelen gerestaureerd. In 1906 werden de Pater Vincktoren en de Jekertoren deels gereconstrueerd. Laatstgenoemde toren op de zuidoostpunt van de wal werd in 1911 voltooid.
De muur aan het Klein en Lang Grachtje werd tussen 1908 en 1912 gerestaureerd, nadat diverse muurhuizen in de periode daarvoor waren afgebroken. Op de hoek van de Sint Pieterstraat en het Lang Grachtje werd eveneens een huis gesloopt, waarna hier een muurboog kon worden gereconstrueerd. In 1910 werden enkele huizen aan het Klein Grachtje afgebroken, waardoor de stadszijde van de muur ook hier weer zichtbaar werd. In 1911-'12 werd de muurtoren aan het Lang Grachtje gerestaureerd.
Begin 21e eeuw bestond het gevaar dat stenen uit de muur zouden vallen en was een gedeelte van de straten met hekwerken afgezet. In 2014 is die schade hersteld. In 2016 vonden sloopwerkzaamheden plaats op het terrein van de voormalige Vermicelli- & Macaronifabriek Jos Bauduin in verband met het bouwproject Looiershof, waardoor hier na eeuwen de zuidzijde van de stadsmuur in het verlengde van het Klein Grachtje zichtbaar werd.

## Cultuurhistorisch erfgoed

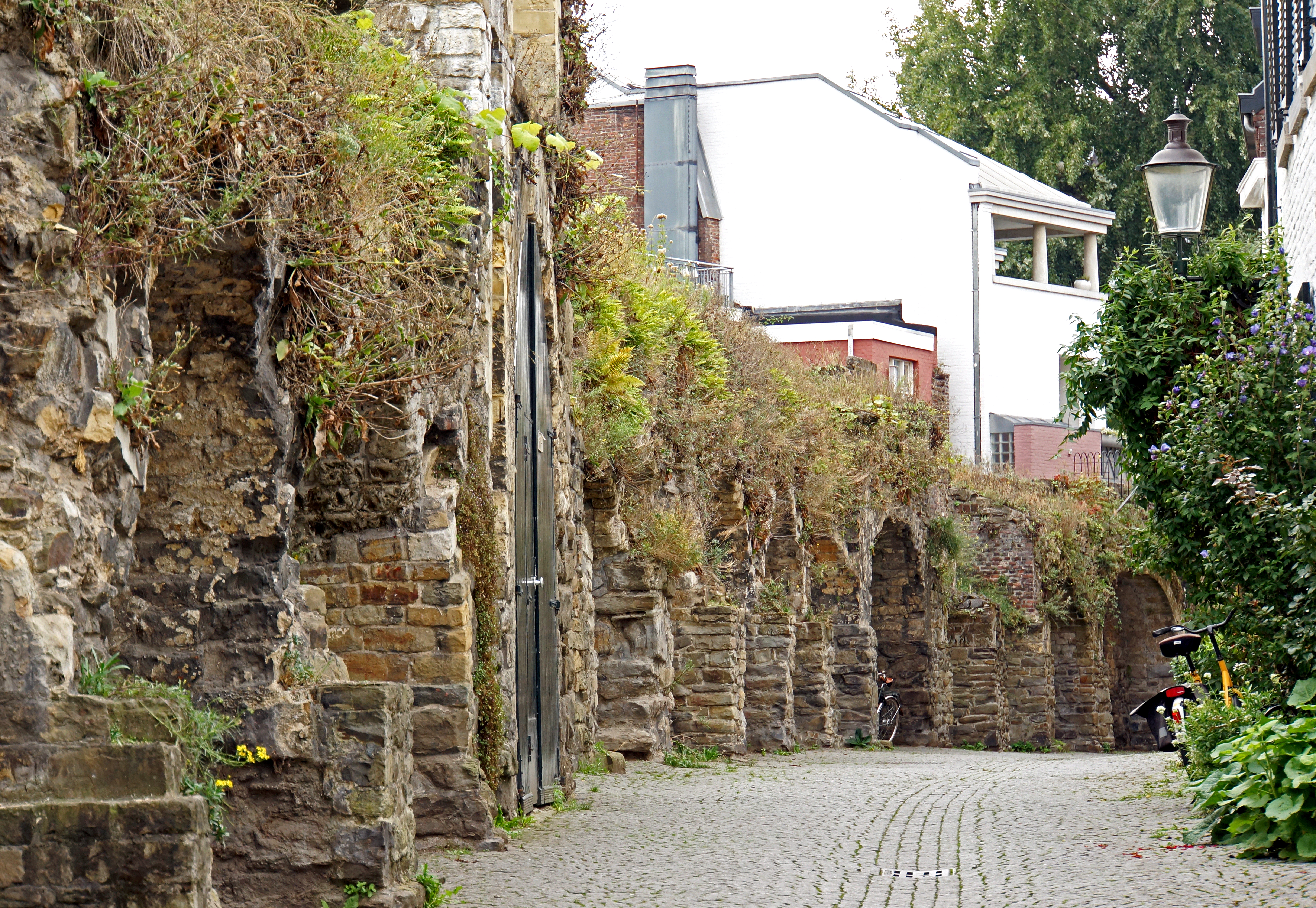
Stadsmuur Lang Grachtje, stadszijde

Van de 13e-eeuwse stadsmuur in dit deel van de stad zijn zeven delen geclassificeerd als rijksmonumenten, vijf aan het Lang Grachtje en twee aan het Klein Grachtje. De tegenoverliggende bebouwing is in geen van beide straten beschermd. De muur is gebouwd van donkerbruine kolenzandsteen in onregelmatig verband met hier en daar blokken mergel, Naamse steen of baksteen. De circa 125 cm dikke muur is aan de veldzijde ruw en onafgewerkt. Aan de stadszijde wordt de muur gesteund door een reeks pijlers met rondbogen, die de weergang droegen. De pijlers en rondbogen vormen halfronde nissen of spaarbogen, die ongeveer 1,5 m diep en 3,5 m hoog zijn; de hele muur is ongeveer 5,5 m hoog. In de spaarbogen zijn nissen met schietgaten uitgespaard, meestal twee per boog, op verschillende hoogten. Van de oorspronkelijke weergang met kantelen is in dit deel van de ommuring vrijwel niets meer over.
Bij de Looiersgracht bevindt zich een trap, die toegang gaf tot de muur. Halverwege de muur langs het Lang Grachtje bevindt zich een muurtoren, die is afgeplat tot iets boven muurniveau. De toren is ongeveer 8 m breed en hol van binnen. De veldzijde van de toren is alleen te zien vanuit een privétuin aan de zuidzijde. Bij de Verwerhoek bevindt zich een hardstenen poort, die van elders afkomstig is en volgens de beschrijving van het monumentenregister laatgotisch zou zijn. De poort is tijdens de herontwikkeling van het gebied Looiershof omstreeks 2020 gerestaureerd, evenals het aansluitend deel van de stadsmuur in het verlengde van het Klein Grachtje. Aan de stadszijde van dit muurdeel stroomt een Jekertak. De muur is te zien vanaf de Verwerhoek en vanuit de tuin van de Toneelacademie Maastricht.
Op de stadsmuur zijn in het verleden de muurhagedis en vuursalamander aangetroffen. De muurdelen zijn zeer rijk begroeid met onder andere gele muurbloem, stengelomvattend havikskruid, eikvaren en steenbreekvaren. Verder komt er de muurbloem-associatie voor. Ook na de recente restauratie komen deze voor Nederland zeldzame soorten nog steeds voor op de muren van beide Grachtjes. Alleen de vuursalamander keerde niet terug.
Drie delen van de stadsmuur: Lang Grachtje, Klein Grachtje en verlengd Klein Grachtje (Jekeroever/Looiershof)

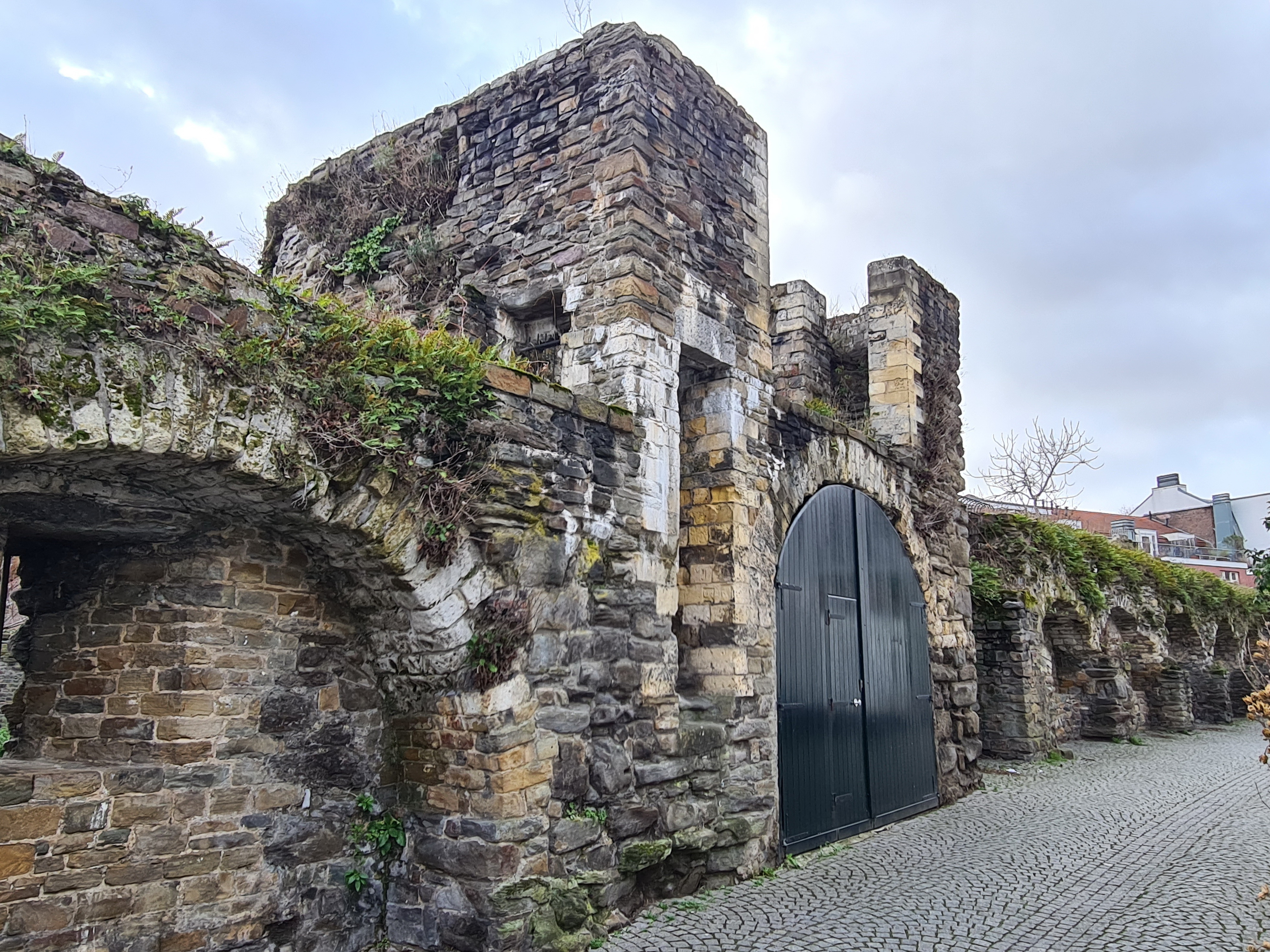
Spaarbogen en muurtoren Lang Grachtje, stadszijde
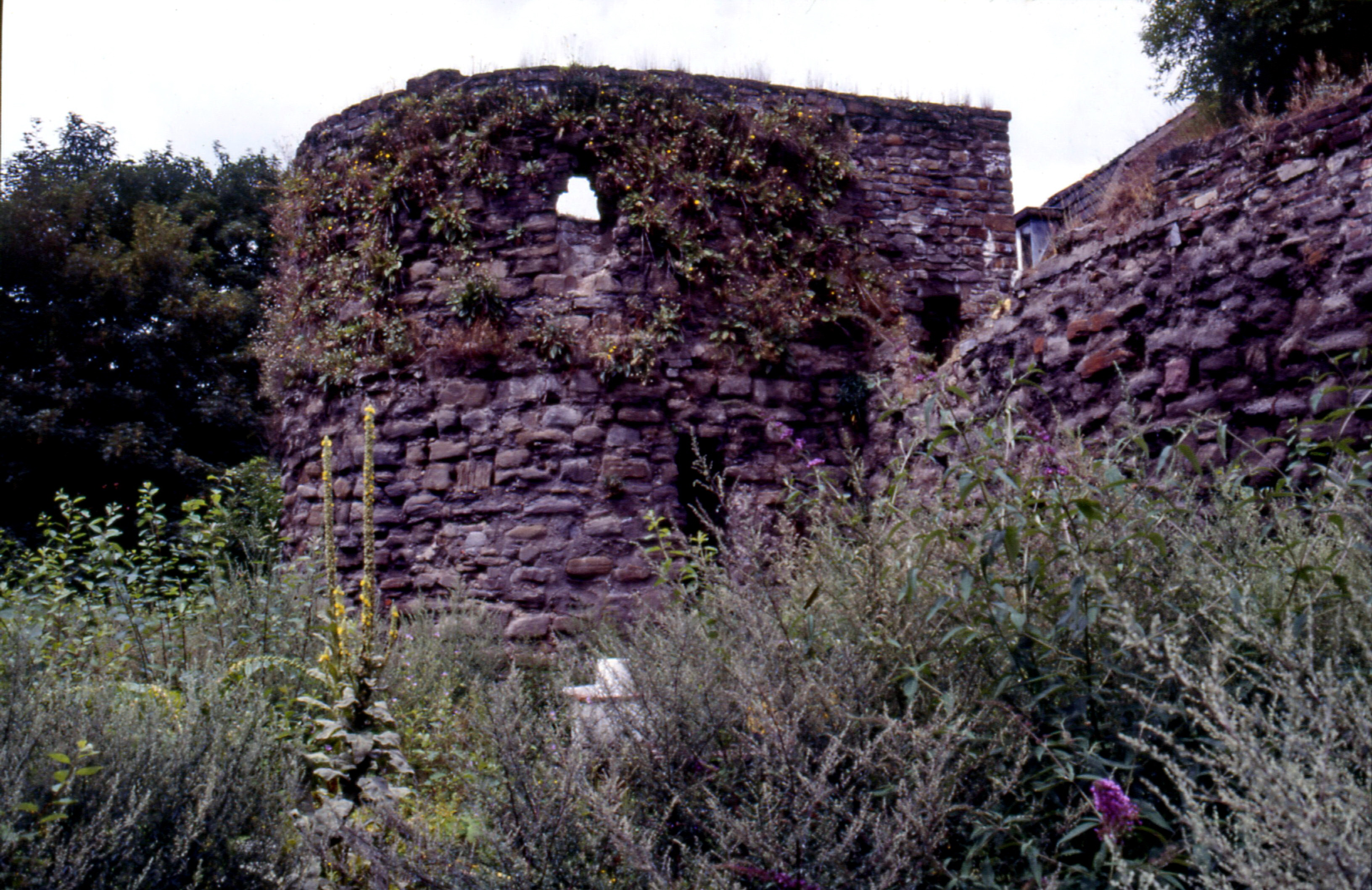
Muurtoren Lang Grachtje, veldzijde
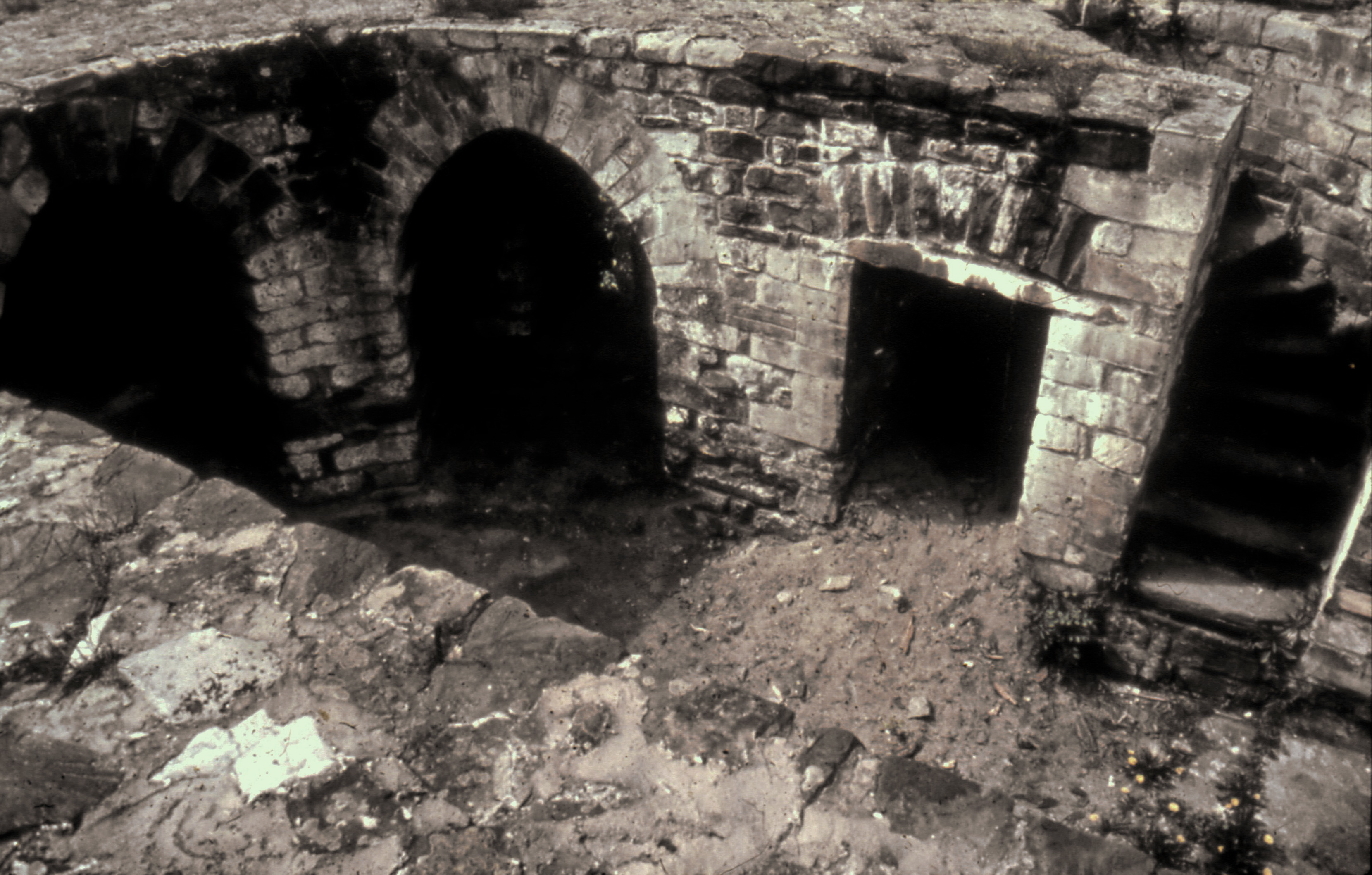
Muurtoren Lang Grachtje, interieur
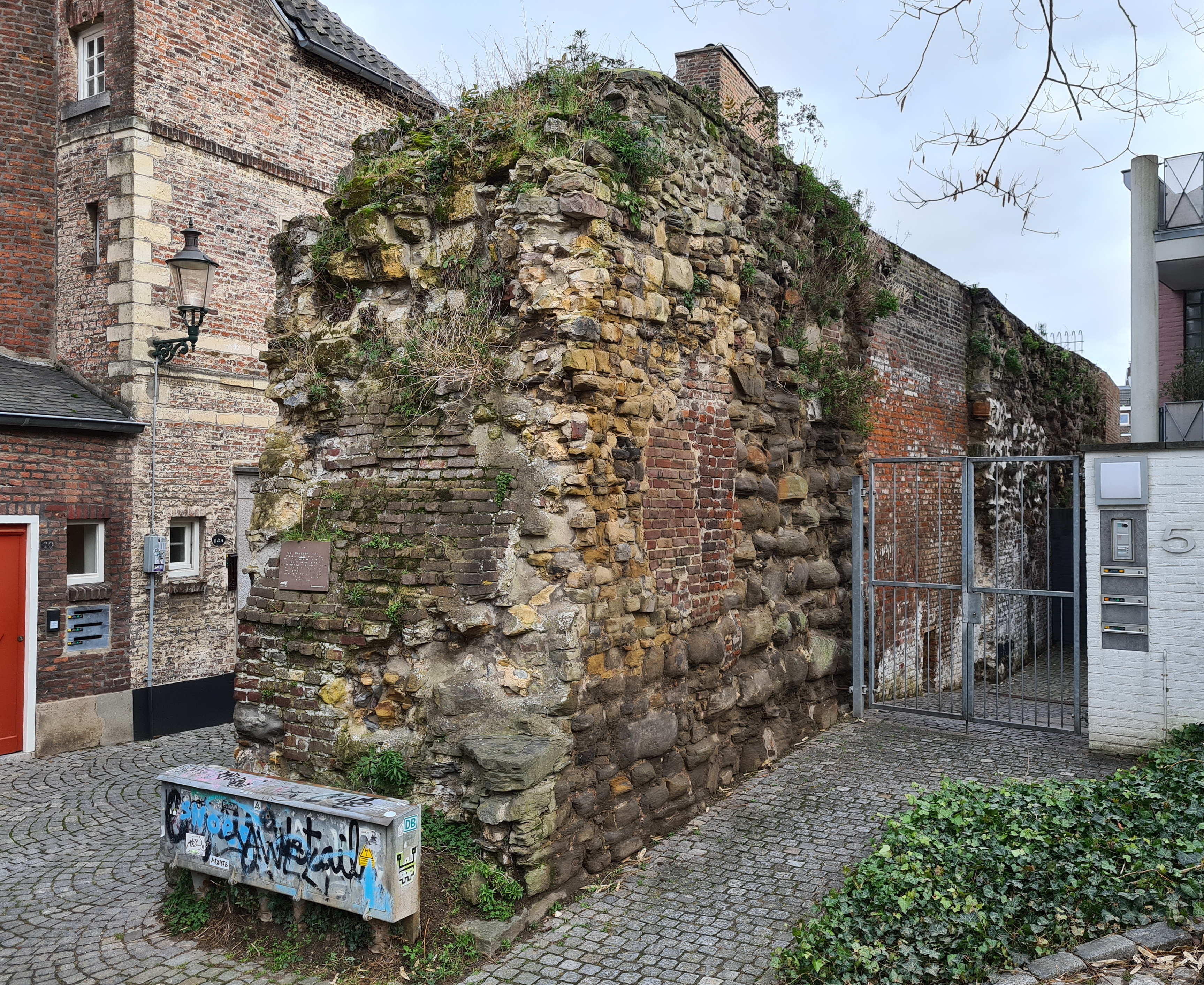
Stadsmuur Lang Grachtje, dwarsprofiel en veldzijde
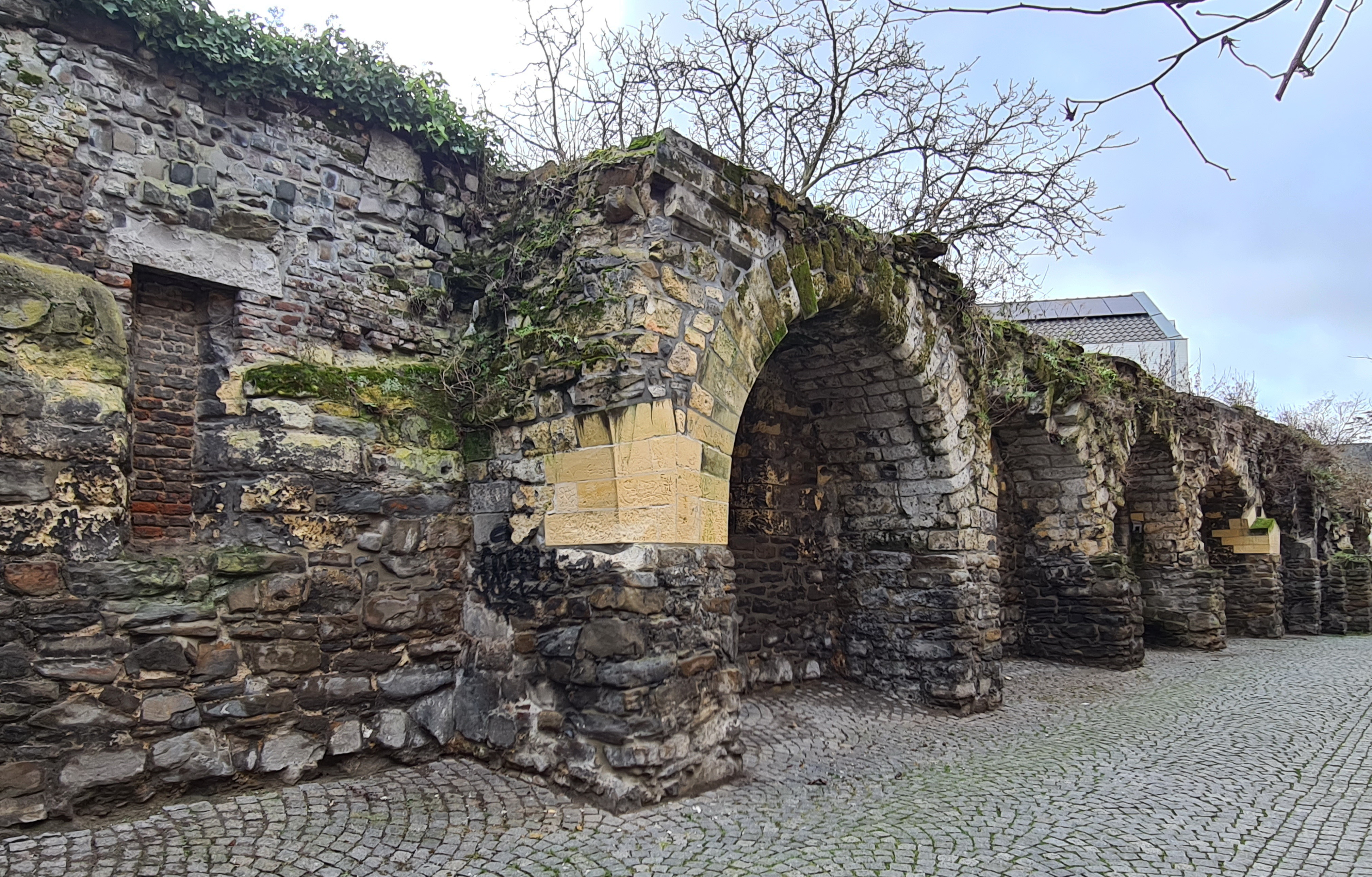
Stadsmuur Klein Grachtje, stadszijde (oostelijk deel)
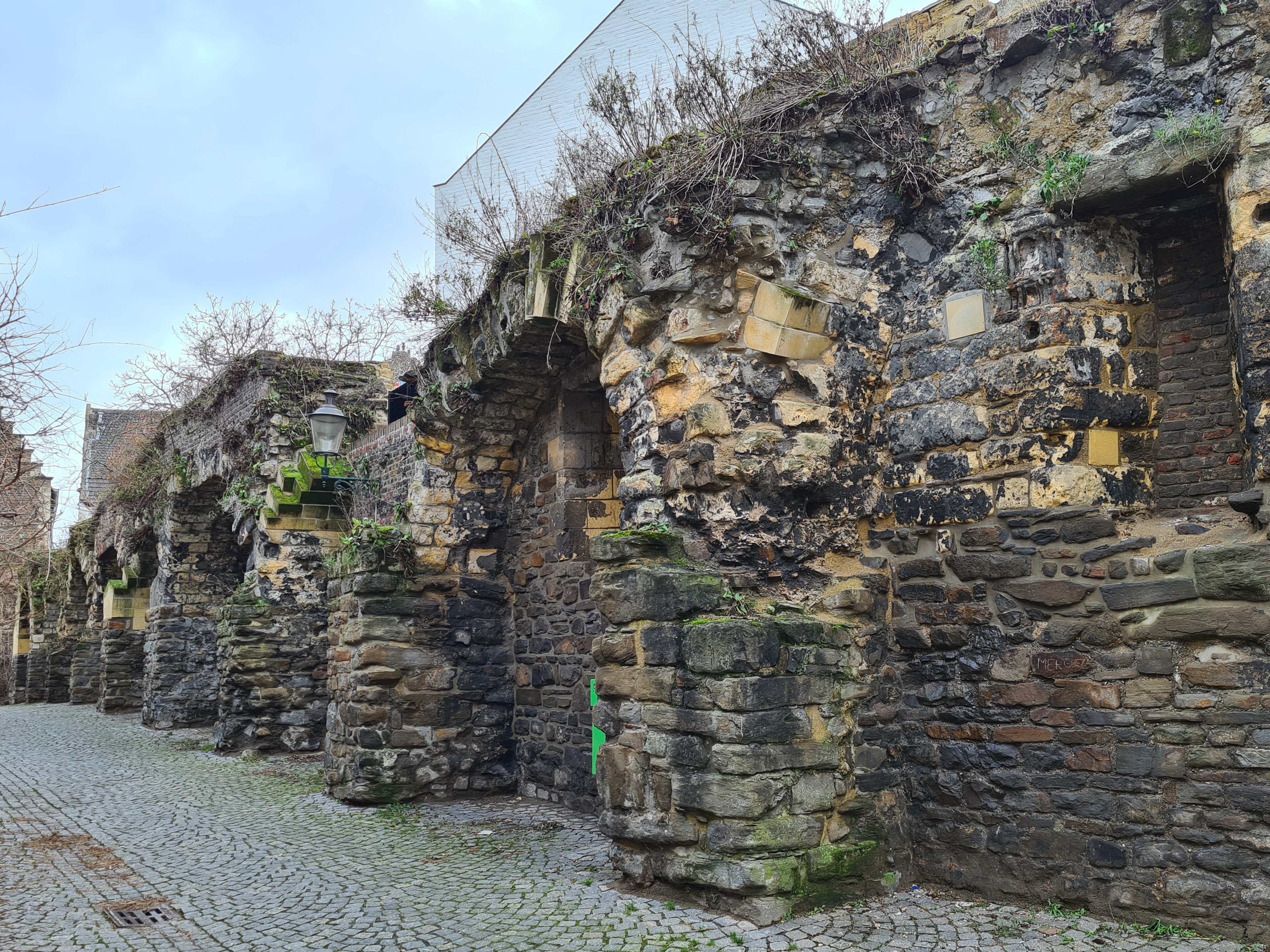
Stadsmuur Klein Grachtje, stadszijde (westelijk deel)
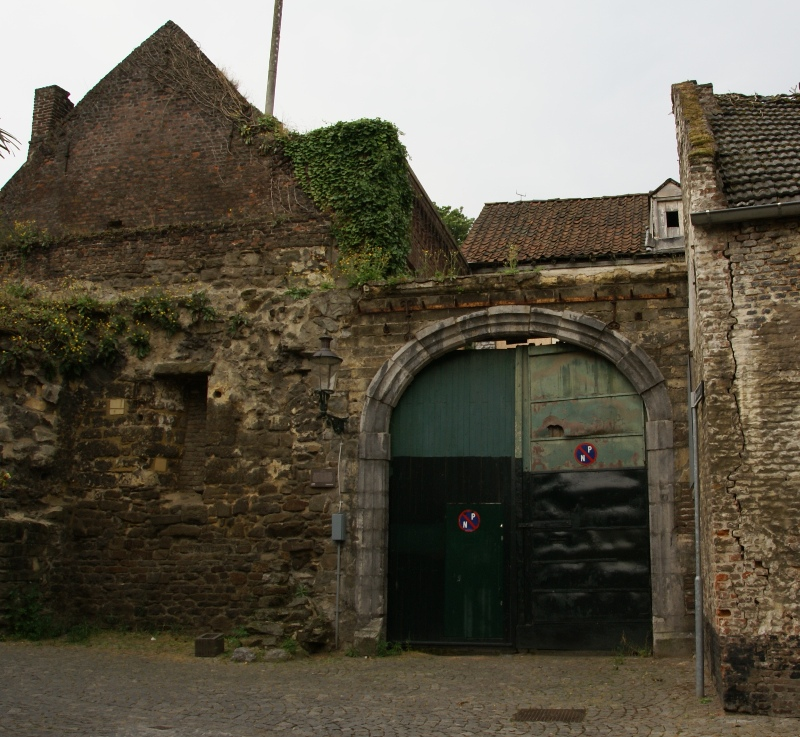
Poort Verwerhoek-Looiershof, stadszijde (2010)
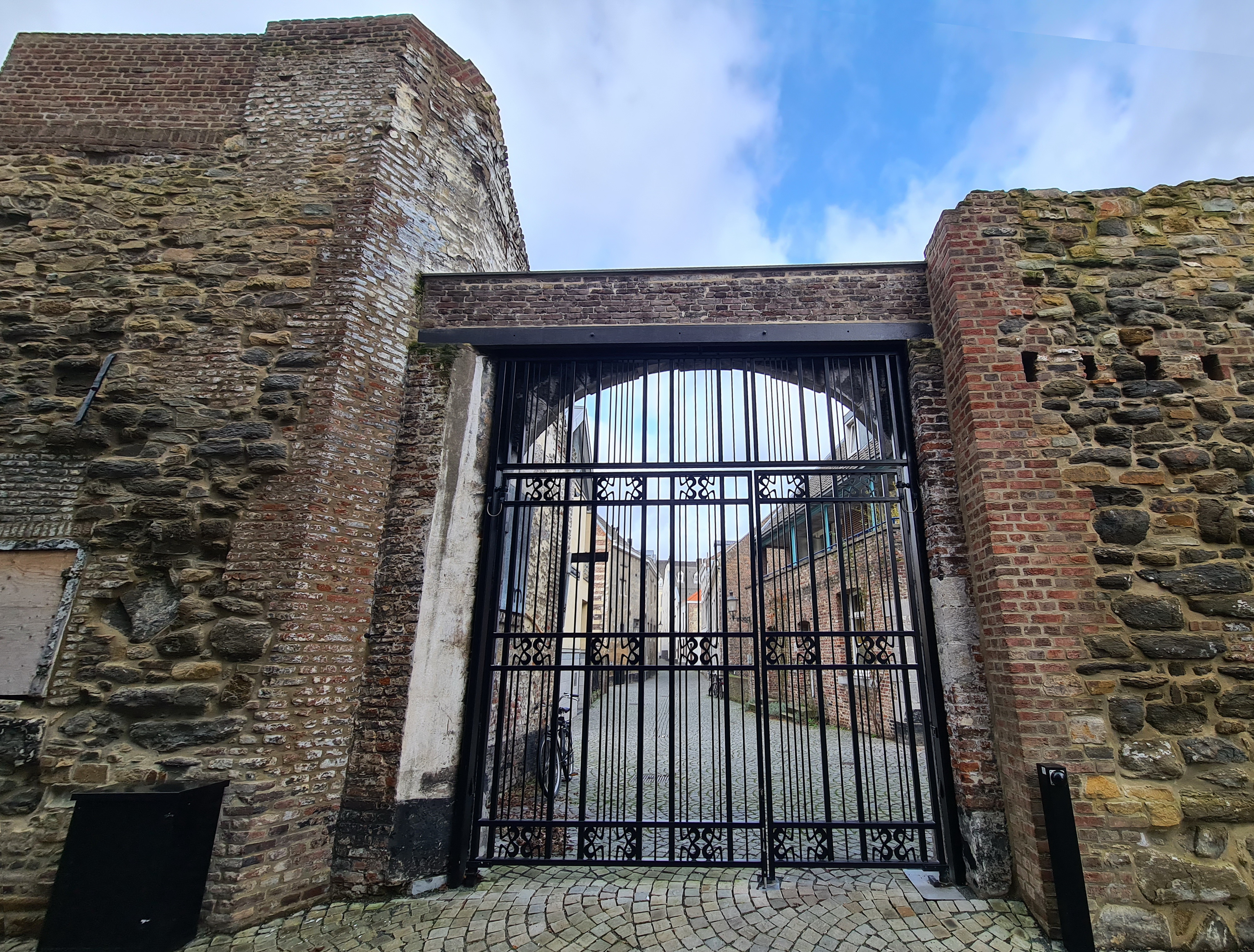
Poort Verwerhoek-Looiershof, veldzijde (2024)
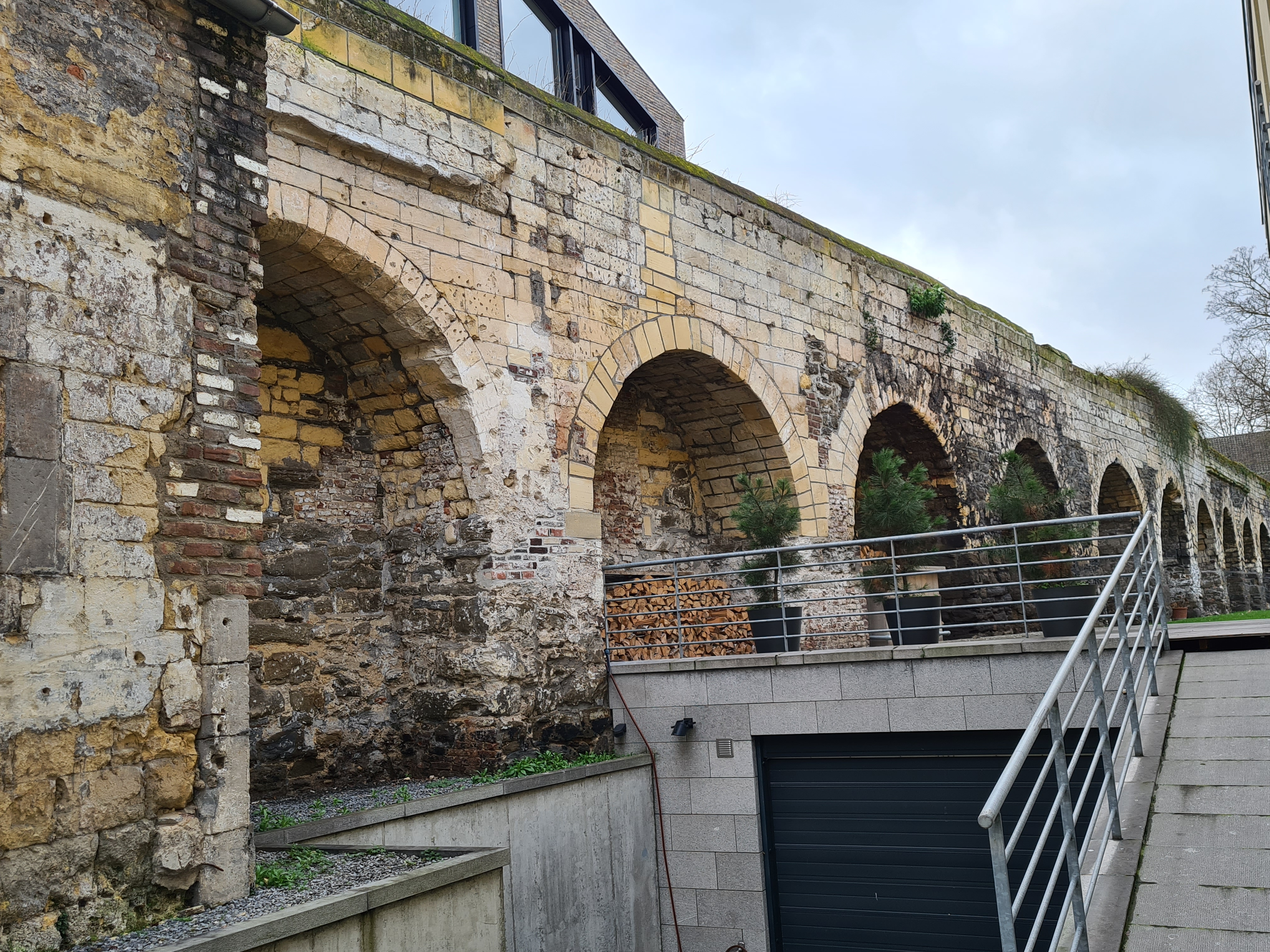
Stadsmuur langs de Jeker, stadszijde (vanaf de Verwerhoek)
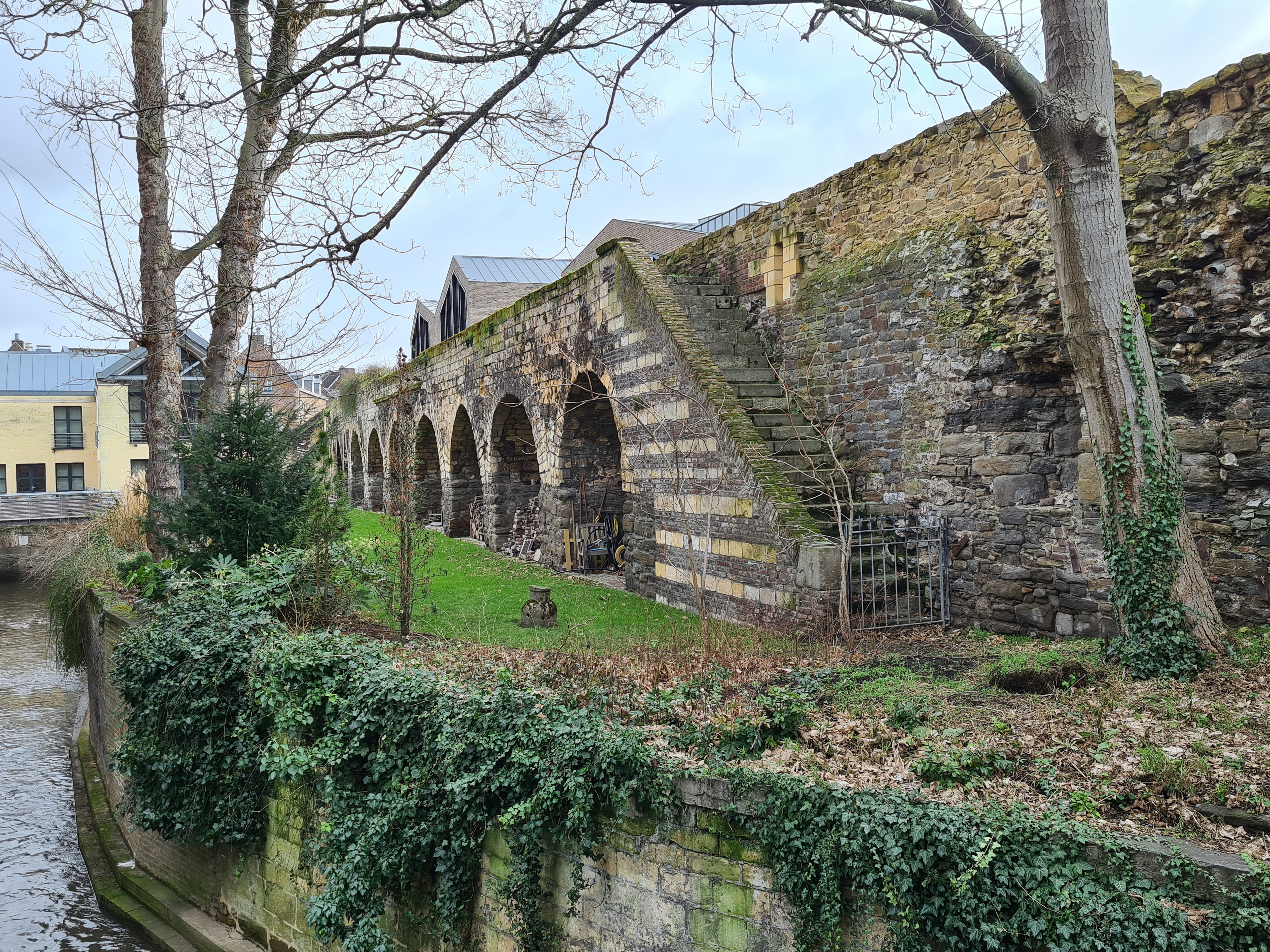
Stadsmuur langs de Jeker, stadszijde (vanaf Toneelacademie)
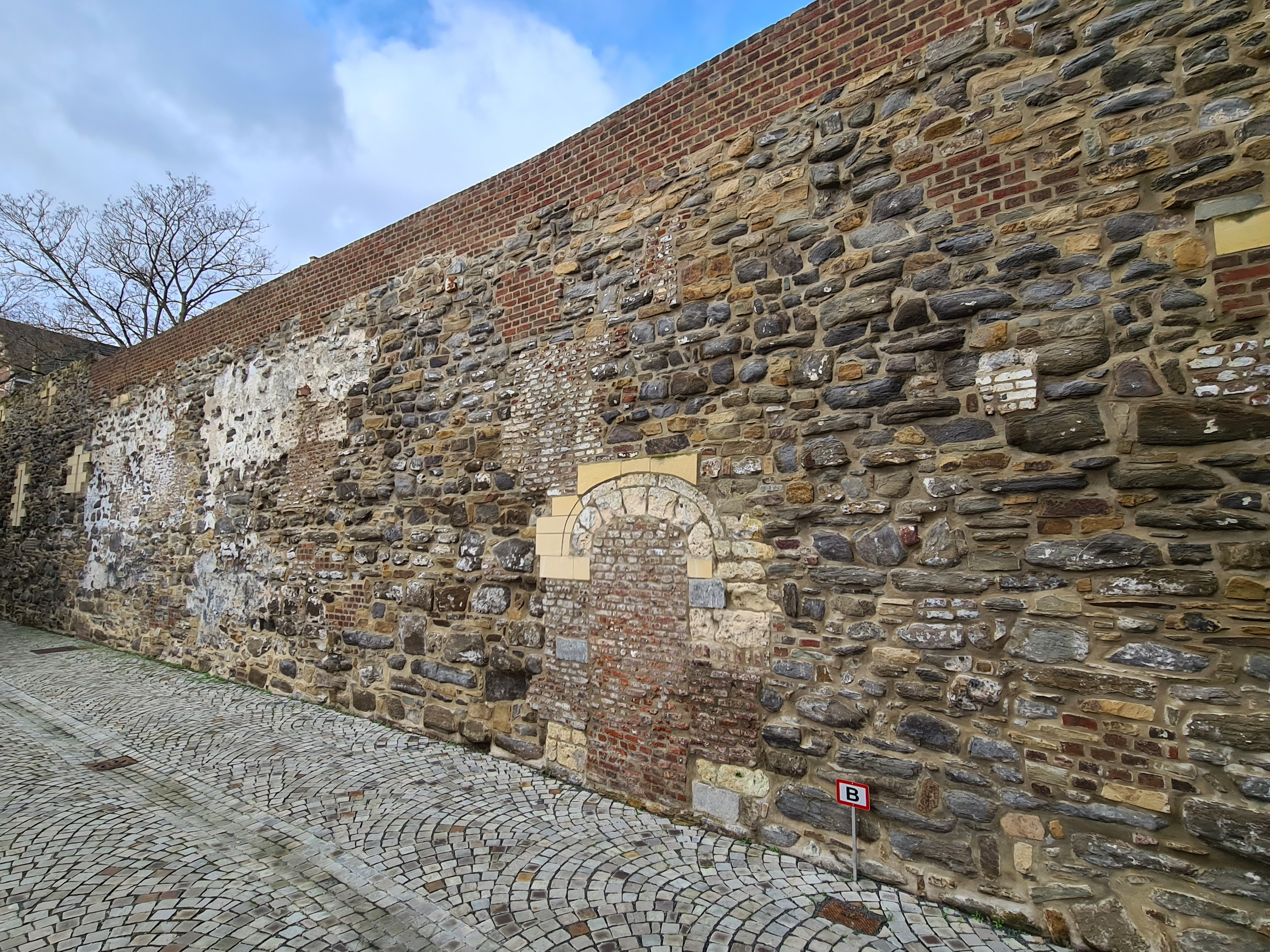
Stadsmuur Looiershof met dichtgemetselde poterne, veldzijde (oostelijk deel)
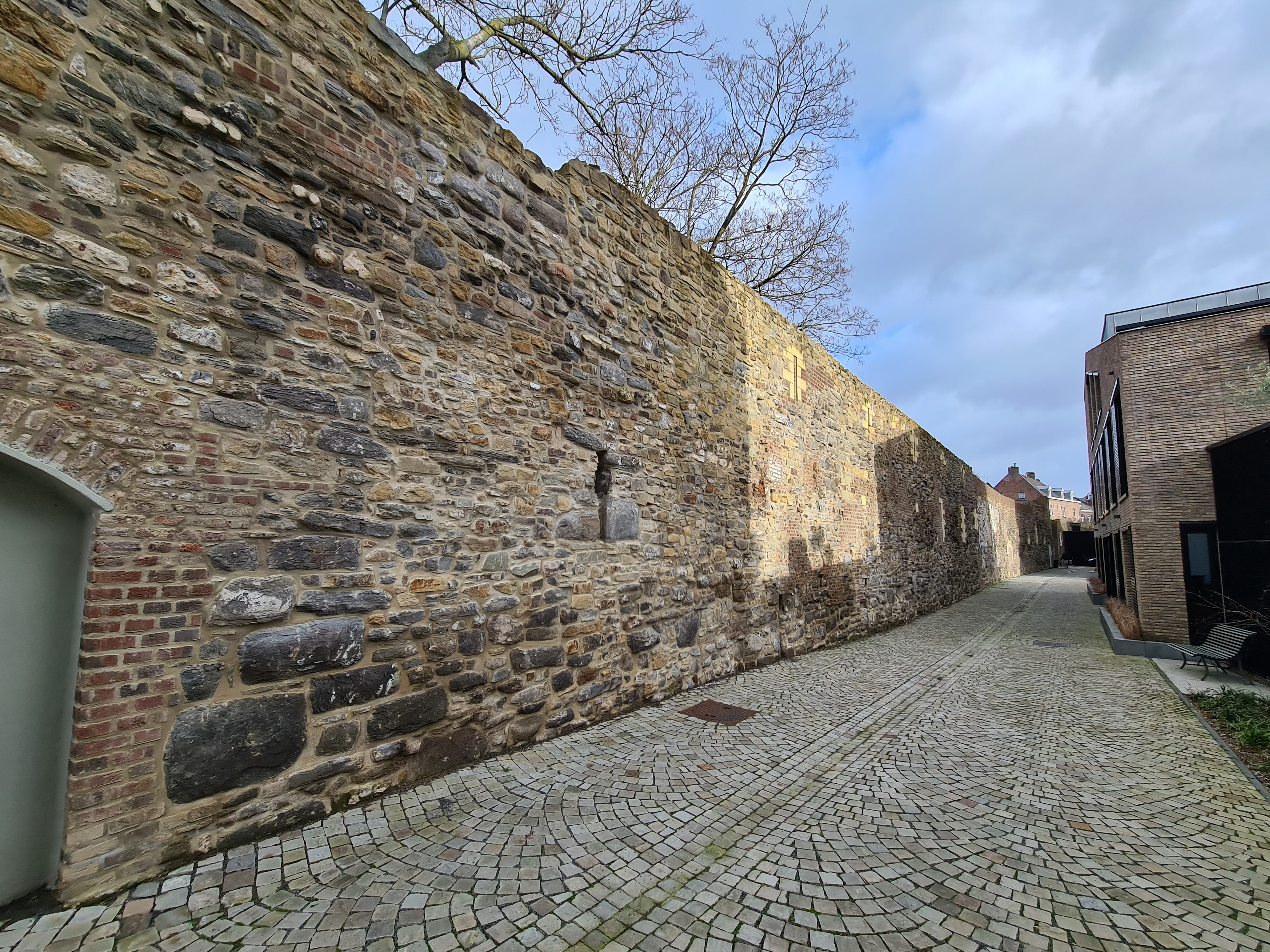
Stadsmuur Looiershof met schietgaten, veldzijde (westelijk deel)

## Trivia
In het verhaal 'Et nejkiske van vrouw Verzjevé' van de Maastrichtse dialectschrijver Alfons Olterdissen (1865-1923) staat het gezin Kèllever centraal, dat een muurwoning aan het Lang Grachtje bewoont. Het gezin kampt met de gebruikelijke problemen: vaderlief is een nietsnut en zuiplap, de zoons zijn er al vroeg tussenuit geknepen en de vrouw des huizes met haar dochters proberen er het beste van te maken. Er ontstaat een crisissituatie als blijkt dat de vader de tien konijnen op zolder, bestemd voor de bruiloft van de oudste dochter, te gelde heeft gemaakt en verzopen heeft. Na een straatvechtpartij, voor het oog van de hele buurt, krijgt de moeder een ingeving om toch aan geld te komen. Er wordt een loterij op touw gezet met als hoofdprijs het naaikistje van vrouw Verzjevé, een weduwe die gratis woont in een van de gemeentelijke armenhuisjes op het Klein Grachtje. Het kistje is door haar overleden man met koperen spijkertjes in elkaar geknutseld en is al enige malen eerder als hoofdprijs in een loterij gebruikt. Loterijen met uitsluitend verliezers, want het kistje moet uiteraard worden teruggebracht. Het plan lukt en met de opbrengst van de loterij vieren de bewoners van het Lang en Klein Grachtje het bruiloftsfeest.
Het verhaal moet na circa 1910 zijn geschreven, want Olterdissen geeft aan dat de muurwoningen niet meer bestaan. Hij beschrijft ze als niet veel meer dan een uitsparing in de muur met een soort gevel ervoor met daarin een deur en een raampje. Olterdissen noemt ze – met de nodige ironie – "onverklaarbaar bewoonde brekskes" (krotjes), bedoeld voor hen die in het Villapark geen onderkomen konden vinden.